# アーシフ・カリム
アーシフ・ユスフ・カリム(ベンガル語: আসিফ ইউসুফ করিম; Aasif Yusuf Karim、1963年12月15日 - )はケニアのモンバサ出身のクリケット選手。インドの系統の家系である。下位打線のバッツマンとして活躍しただけでなく、左腕スピンボウラーとしてもプレーし、しばしばケニア国内では最高の選手と呼ばれた。また、クリケットのワンデイ・インターナショナルとテニスのデビスカップの両方でキャプテンを務めた珍しい経歴も持つ。
イングランドで開催された1999年クリケットワールドカップの開催中に代表を引退したが、南アフリカでの2003年クリケットワールドカップの際には代表に戻るように要請があったため、代表に復帰、準決勝までの快進撃の原動力となった。試合後は永遠に引退することを表明した。
1998年にはデビスカップのケニア代表としてダブルスで2試合、シングルスで1試合を行ったものの全敗してしまった。